# اختطاف جامعة غرينفيلد
اختطاف جامعة غرينفيلد وقع في 20 أبريل 2021 عندما تم اختطاف ما لا يقل عن 23 طالبًا وموظفًا في ولاية كادونا في نيجيريا، خلال هجوم شنه قطاع الطرق المسلحين المشتبه بهم في جامعة غرينفيلد. وهذه هي رابع عملية اختطاف في نيجيريا من مؤسسة أكاديمية في عام 2021 والخامسة منذ ديسمبر 2020 بعد خمسة أسابيع وستة أيام من اختطاف كادونا الذي أسفر عن اختطاف 30 طالبًا.

## خلفية
وقع الهجوم في الساعة 8:15 مساءً بالتوقيت المحلي في 20 أبريل 2021 في جامعة غرينفيلد. وأكدت سلطات الشرطة عملية الاختطاف وقالت إن عصابات المسلحين المشتبه بهم تسللوا إلى المؤسسة بأعداد كبيرة وخطفوا الطلاب وقتلوا أحد العاملين فيها. وطالب الخاطفون بفدية قدرها 800 مليون نيرة نيجيرية.

## عمليات الإعدام
في 23 أبريل 2021 أعدم الخاطفون ثلاثة طلاب في أسرهم. تم العثور على جثث الطلاب القتلى في قرية كوانان باتور القريبة من الجامعة.